# Gilberto di Limerick
Gilberto di Limerick (XI secolo – 1143) fu vescovo di Limerick e legato papale. È venerato come santo dalla Chiesa cattolica.
Cercò, senza successo, di applicare in Irlanda la liturgia romana.
Di lui si conosce l'opera De statu ecclesiae.
Viene celebrato il 4 febbraio.